# 永遠の胸
「永遠の胸」（えいえんのむね）は、日本のシンガーソングライターである尾崎豊の10枚目のシングル。英題は「Eternal Heart」（エターナル・ハート）。
1991年1月21日にCBS・ソニーからリリースされた。作詞・作曲およびプロデュースは尾崎が行い、5枚目のアルバム『誕生』（1990年）からの2枚目のリカットとして、前作「黄昏ゆく街で」（1990年）からおよそ2か月ぶりにリリースされた。シングルジャケットのアートワークも尾崎本人が担当している。
個人事務所「アイソトープ」設立後初となる作品である。人の愛情が欲望に繋がる危険性や、人との出会いから学んだ物事を自身の胸に抱き続けるというメッセージを含んだロック調の曲である。オリコンチャートでは最高位23位となった。

## 背景
アルバム『誕生』リリース直後、尾崎は所属事務所である「ロード&スカイ」が金儲けのために自身を利用しているとの猜疑心から退所する事となった。尾崎は事務所代表の高橋信彦に対して退所を告げると同時に独立して新たな事務所を共に設立する案を提示したが、高橋は取材など一部の仕事のみで尾崎に関与していたため疑心暗鬼の対象となっておらず、深く関与すれば高橋自身も同様の立場になると考え尾崎の提案を拒否した。
1990年12月19日に尾崎は個人事務所「アイソトープ」を設立。自らが代表取締役となり、コンサートツアーのブッキングやバンドメンバーの選定に当たるようになった。個人事務所の設立には文芸・音楽誌『月刊カドカワ』編集長であった見城徹も深く関与しており、雑誌の編集長としての範疇を超えて協力していたため編集部に発覚すれば立場を追われるほどの協力体制となっていた。事務所設立後に尾崎は仕事場を借り、そこへの引っ越しを行っている。
本作リリースの翌月である2月28日には角川書店より初の小説集『普通の愛』（ISBN 9784041867013）を出版。この時期の尾崎は音楽家、レコーディング・プロデューサー、事務所社長、小説家など多彩な活動のために多忙な日々を送っていた。

## 録音、制作
尾崎は本作制作時に以下のコメントを残している。
ぼくは『永遠の胸』という曲の中で"この身も心も捧げようそれが愛それが欲望それが全てを司るものの真実なのだから"と歌った。つまり「君のためになんでもしてあげるから」って言われたら、それはもうすべてを言い尽くしている。ある意味では神様しか言えないような献身的な言葉に対して誠実に応えたいって思ったら、それが行き過ぎれば欲望に変わるし、そのはざまに揺れ動くものが真実だっていう。—尾崎豊, 
月刊カドカワ 1990年12月号
尾崎はアルバム『誕生』の制作に関して、10代の頃に培った感覚によって全てが網羅されていくと考えていたが、実際には自身が10代で培った感覚を追い抜いてしまったという感覚があり、湧き出してくるアイデアが豊富である程に他人との距離が遠のいていくという趣旨の発言をしている。人との距離感が遠のく程に自身は枯渇し、その枯渇した部分を埋める為に過去を振り返りファンが見ている視点にまで戻る事で、表現する実体を得る事が出来たとも述べている。またニューヨーク滞在時の経験として、全ての文化が同地から発生するとは言われているものの、尾崎が見たニューヨークは実際には人々が日々の生活に追われており、人間としての実体は日本と何ら変わらないものであったとも述べている。さらに尾崎は国家に対して、最も必要な事は国民に対して食料を与える事と育てていく事の2点であると述べ、観念的な部分のみで生活しようとしていた尾崎は実際に生活する人々との間に強いギャップを感じており、生活感のある地点まで自身の感覚を戻す事がとても大変であったと述べている。その他に、アルバムタイトルは当初本作のタイトルである『永遠の胸』も候補として挙がっていたが、最終的に『誕生』に決定された。
尾崎は本作の歌詞が難解で理解しがたいという意見があった事に関して、人に対する愛情には宝石や車など物質的なものが付随し、更には欲望に至る危険性を孕んでいると指摘、10代のリスナーはその事を理解できるレベルに達していないと主張した。尾崎は本作の解説として、人は人と出会う事で何らかの影響を受けており、学ぶべき事があればそれが聖書であり自分自身にしか理解できないものであると述べている。また歌詞中の「裁くものがあるなら僕は 君の面影を強く抱えて」以降の部分について、出会った人々の面影を抱え、二者間でジャッジした事を安らかに抱えて待つ事が「永遠の胸」であり「抱えなくちゃいけない人間の気持ち」であると主張し、「全ての思いを抱えて、全て、君の面影を抱えていくってことが、全ての答えを、待ちつづけることなんだっていうのは、僕にとっては、すごくわかりやすい」と述べている。

## リリース
1991年1月21日にCBS・ソニーから8センチCDおよびカセットテープの2形態でリリースされた。尾崎は1990年10月から1991年1月までの4か月間でシングル3枚、アルバム1枚とリリース・ラッシュの形となった。
アルバム『誕生』から本作を含む3作がシングルカットされた理由は、様々な方向性の楽曲が収録された同アルバムの要素を紐解き、少しでも多くの人に聴かせるためであった。

## チャート成績
本作はオリコンチャートにおいて最高位23位、登場回数は5回、売り上げ枚数は2.7万枚となった。

## ライブ・パフォーマンス
本作は生前最後となった全国コンサートツアー「TOUR 1991 BIRTH」においてアンコールの1曲目となる19曲目、「"BIRTH" スタジアム・ツアー <THE DAY>」において15曲目に演奏された。最終日となった1991年10月30日の代々木オリンピックプール公演では一番目のサビで歌詞を間違えたが、そのまま演奏が続けられサビを最初から歌い直している。

## シングル収録曲
| 全作詞・作曲: 尾崎豊、全編曲: 尾崎豊、星勝。 |                             |           |            |                                        |      |
| #                                            | タイトル                    | 作詞      | 作曲・編曲 | 備考                                   | 時間 |
| 1.                                           | 「永遠の胸」(Eternal Heart) | 尾崎豊    | 尾崎豊     |                                        | 7:44 |
| 2.                                           | 「虹」(Rainbow)             | 尾崎豊    | 尾崎豊     | バッキング・ボーカル・アレンジ: 尾崎豊 | 6:05 |
| 合計時間:                                    | 合計時間:                   | 合計時間: | 13:49      |                                        |      |

## スタッフ・クレジット

### 参加ミュージシャン
- スティーヴ・デュダ - エレクトリック・ギター
- ジェフ・ボヴァ（英語版） - キーボード
- 大谷哲範 - キーボード
- ケビン・マロニー - ドラムス、ベース、キーボード、パーカッションプログラミング
- ペッカー - パーカッション
- 木村誠 - パーカッション

### スタッフ
- 尾崎豊 - プロデューサー、カバー・アート
- 須藤晃 - ディレクター
- ラリー・アレクサンダー - レコーディング、ミックス・エンジニア
- 諸鍛治辰也 - セカンド・エンジニア
- 本間郁夫 - セカンド・エンジニア
- 三好玲子 - マスタリング・エンジニア
- 田島照久 - 背面カバー写真、デザイン・コラボレーション
- 鈴木ミキハル - エグゼクティブ・プロデューサー

## リリース履歴
| No. | 日付          | レーベル  | 規格         | 規格品番            | 最高順位 | 備考 |
| --- | ------------- | --------- | ------------ | ------------------- | -------- | ---- |
| 1   | 1991年1月21日 | CBSソニー | 8センチCD CT | CSDL-3216 CSSL-3216 | 23位     |      |

## 収録アルバム
「永遠の胸」
- スタジオ音源
  - 『誕生』（1990年）
  - 『SATURDAY 〜ROCK'N'ROLL BEST OF YUTAKA OZAKI』（2008年）
  - 『I LOVE YOU〜BALLADE BEST』（2011年）
- ライブ音源
  - 『約束の日 Vol.2』（1993年） - 1991年10月30日の代々木オリンピックプール公演から収録。

「虹」
- スタジオ音源
  - 『誕生』（1990年）
  - 『WEDNESDAY 〜LOVE SONG BEST OF YUTAKA OZAKI』（2008年）